# تازه‌کند صولتی
تازه‌کند صولتی یکی از روستاهای استان آذربایجان شرقی است که در دهستان قوری‌چای شرقی بخش مرکزی شهرستان چاراویماق واقع شده‌است.این روستا ۷۷ نفر جمعیت دارداین روستا با اینکه در بین روستاهای دیگر مثل آغزیارات، سلطان آباد، آغکند و دهنو محصور است از زمین های کشاورزی مرغوب بهره می برد و توانایی تولیدی مناسب این روستا موجب سرآمدی این خطه در منطقه شده است.